# Crispin Glover
Crispin Hellion Glover (født 20. april 1964 i New York City i New York) er en amerikansk skuespiller og selvudgivende forfatter. 
Glover er søn af skuespilleren Bruce Glover og er kendt for at portrættere excentriske personer som Layne i River's Edge, «the undertaker» i What's Eating Gilbert Grape, «Creepy Thin Man» i Charlie's Angels og Willard Stiles i Willard. En af hans andre kendte roller er som George McFly i Tilbage til fremtiden. 
Han parodierede også figuren Willy Wonka i komediefilmen Epic Movie and Fifi i Open Season.

## Filmografi
- Beowulf (2007)